# ТПП (кабель)
Кабели ТПП применяются для эксплуатации в местных телефонных городских сетях с переменным напряжением до 220 и 145 В частотой 50 Гц или напряжением постоянного тока до 315 и 200 В соответственно. Прокладка телефонного кабеля ТПП осуществляется в шахтах, тоннелях, коллекторах, по стенам зданий.
Отдельная пара проводов в кабеле имеет слабую скрутку (повивку) и волновое сопротивление 120—150 ом. Частотный диапазон проводимости кабеля соответствует категории 2.
Кабель ТПП выпускается комплектацией в 5, 10, 20, 30, 50, 100, 200, 400, 600 пар.
Кабель ТППэп — телефонный кабель с полиэтиленовой изоляцией. Токопроводящая жила кабеля ТППэп — это медная мягкая проволока диаметрами 0,32, 0,40, 0,50, 0,64 или 0,70. Изоляция жил кабеля ТППэп- полиэтилен (ПЭ), сплошная. Изолированные жилы ТППэп, резко отличающиеся по цвету, скручиваются в пару. Все пары в каждом пучке имеют свою индивидуальную расцветку. Сердечник кабеля ТППэп выполнен из главных пучков (в кабелях с числом пар более 100) или из элементарных 5 или 10-ти парных пучков (в кабелях с числом пар до 100 включительно).
Изготавливается кабель на многих заводах страны и СНГ — Самарская кабельная компания, Одескабель, Сарансккабель, Воронежтелекабель, Нева-кабель, ЭКЗ, Андижанкабель.